# Tannenwalde (Pillkallen)
Tannenwalde ist ein verlassener Ort im Rajon Krasnosnamensk der russischen Oblast Kaliningrad.
Die Ortsstelle befindet sich vier Kilometer östlich von Pobedino (Schillehnen/Schillfelde), wobei sich der ehemalige Ortsteil Cziunken direkt an der Grenze zu Litauen an der Scheschuppe befindet.

## Geschichte

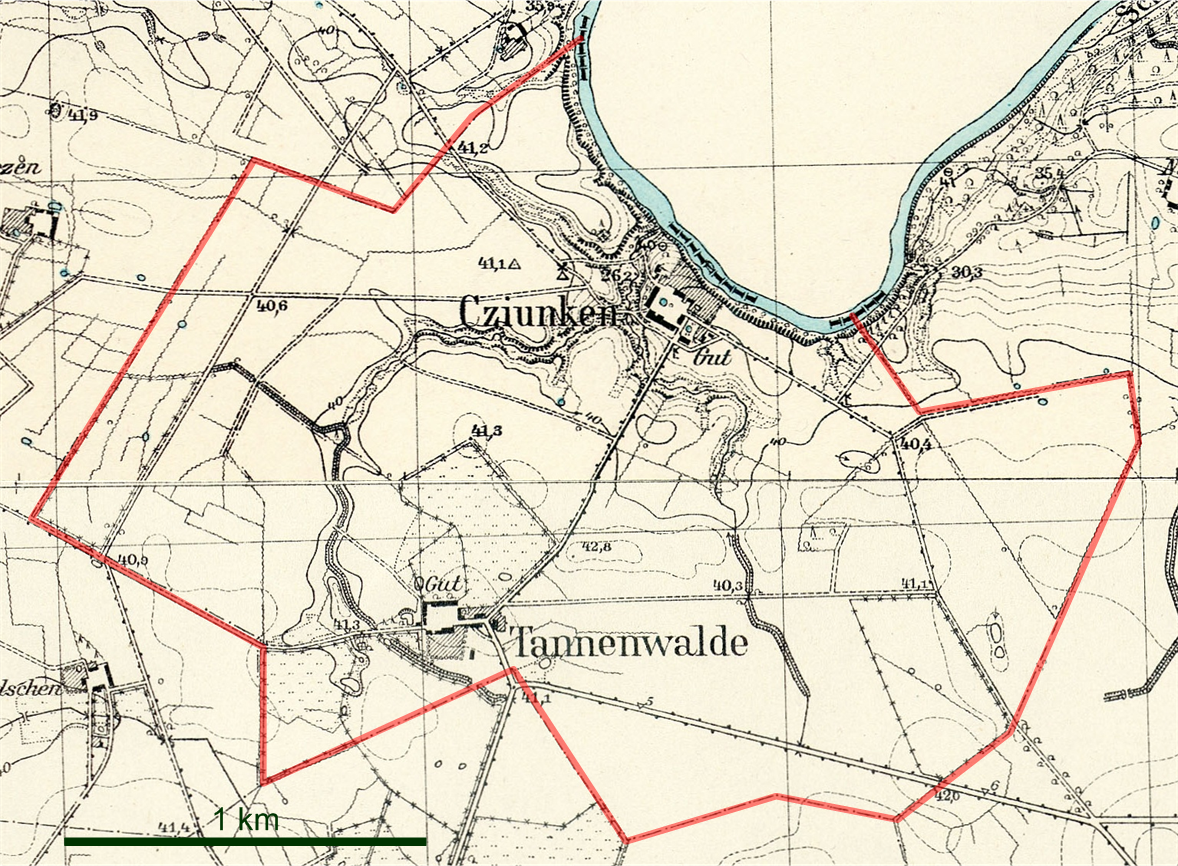
Die Gemeinde Tannenwalde mit seinem Ortsteil Cziunken auf zwei Messtischblättern von 1927 und 1936

Der Ort Dannenwalde wurde 1770 gegründet. Es handelte sich dabei um einen kölmischen Ort. In der Folge wurde dort ein Gut eingerichtet. 1874 wurde der Gutsbezirk Tannenwalde (zunächst auch noch Dannenwalde genannt) in den neu gebildeten Amtsbezirk Wisborienen im Kreis Pillkallen eingegliedert. 1928 wurde der Gutsbezirk Tannenwalde mit dem Gutsbezirk Cziunken (s. u.) zur Landgemeinde Tannenwalde zusammengeschlossen. 1945 kam der Ort in Folge des Zweiten Weltkrieges mit dem nördlichen Ostpreußen zur Sowjetunion. Einen russischen Namen erhielt er nicht mehr.

### Einwohnerentwicklung
| Jahr | Einwohner | Bemerkungen                |
| ---- | --------- | -------------------------- |
| 1867 | 30        |                            |
| 1871 | 44        |                            |
| 1885 | 60        |                            |
| 1905 | 35        | davon 7 litauischsprachige |
| 1910 | 56        |                            |
| 1925 | 66        |                            |
| 1933 | 98        | einschließlich Cziunken    |
| 1939 | 99        |                            |

### Cziunken
Der Ort wurde 1738 gegründet und zunächst mit Schunckern und Schuncken bezeichnet. Um 1780 war Czunken ein kölmisches Dorf. In der Folge wurde auch hier ein Gut eingerichtet. 1874 kam auch der Gutsbezirk Cziunken in den Amtsbezirk Wisborienen. 1928 erfolgte dann die Eingliederung in die Landgemeinde Tannenwalde. Dort wurde ab 1938 der Name des Ortsteils nicht mehr verwendet.

#### Einwohnerentwicklung
| Jahr | Einwohner |                            |
| ---- | --------- | -------------------------- |
| 1867 | 41        |                            |
| 1871 | 75        |                            |
| 1885 | 88        | davon 5 Juden              |
| 1905 | 45        | davon 3 litauischsprachige |
| 1910 | 38        |                            |
| 1925 | 47        |                            |

## Kirche
Tannenwalde und Cziunken gehörten zum evangelischen Kirchspiel Schillehnen. Die katholische Minderheit (1905 insgesamt 6 Bewohner) war bis 1930 in Bilderweitschen und dann in Schillehnen eingepfarrt.